# Wanda Cristina
Wanda Cristina Cabral da Cunha e Silva de Ferreira, conocida como Wanda Cristina (São Luís, Maranhão, 5 de junio de 1959 (65 años) es una escritora, poeta, artista plástica, música, profesora, y periodista brasileña.

## Biografía
Hija del escritor y periodista Carlos Cunha y de la profesora Plácida Jacimira Cabral da Cunha. Debutó en la literatura maranense, con 12 años de edad, con una obra teatral en dos actos, publicado en el "Jornal Pequeno", titulada  “Sociedade Moderna”. Publicó en 1981, con el título de Uma Cédula de Amor no Meu Salário (poesías) su libro de debut; en 1983, el libro Engraxam-se sorrisos (crónicas); Rede de Arame (libro de poesía - 1986); Geofagia Ruminante no Sótão da Preamar (1989), poesía sobre Maranhão, sus historias, topografía, culinaria, lingüística, y política social, en estilo cordelista; Flor de Marias No Buquê de Costelas (antología poética de  1993).
Bajo el pseudónimo de Marco Aurélio recibió el premio promovido por la Academia Maranhense de Letras sobre A Vida e a obra de Coelho Neto. Y, en concurso promovido por la Secretaría de Cultura de Piracicaba, su cuento clasificado entre los veinte mejores, con el título de Parede Tem Ouvido.

## Formación académica
Formada en Comunicación Social (periodismo) por la Universidad Federal de Maranhão y en Letras, por la Universidad Estadual de Maranhão; y, un posgrado en Lengua Portuguesa, Comunicación y Reportajes. Como compositora, lanzó en 2009 el CD titulado Vida de Ouro e Amor de Prata, conmemorando sus 50 años y 25 años de matrimonio.
```
 
Portal:Literatura
. Contenido relacionado con 
Literatura
.
```